# Gilbert Levin
Gilbert Victor Levin (Baltimora, 23 aprile 1924 – Bethesda, 26 luglio 2021) è stato un ingegnere statunitense, fondatore della Spherix e ricercatore principale del Viking.

## Biografia
Nel 1997, Levin concluse che i Viking lander del 1976 avevano rilevato microrganismi viventi su Marte.   Il 12 aprile 2012, un team internazionale tra cui Levin stesso, Miller e Bianciardi hanno riportato ulteriori prove, basandosi sulla elaborazione matematica attraverso cluster analysis degli esperimenti del Programma Viking, sull'esistenza di vita microbica su Marte.
Fu uno dei consulenti scientifici del Comitato internazionale del Mars Sample Return. 
Inoltre brevettò un metodo poco costoso per produrre tagatosio, un dolcificante artificiale, nel 1988. 